# Medaille Winterschlacht im Osten 1941/42

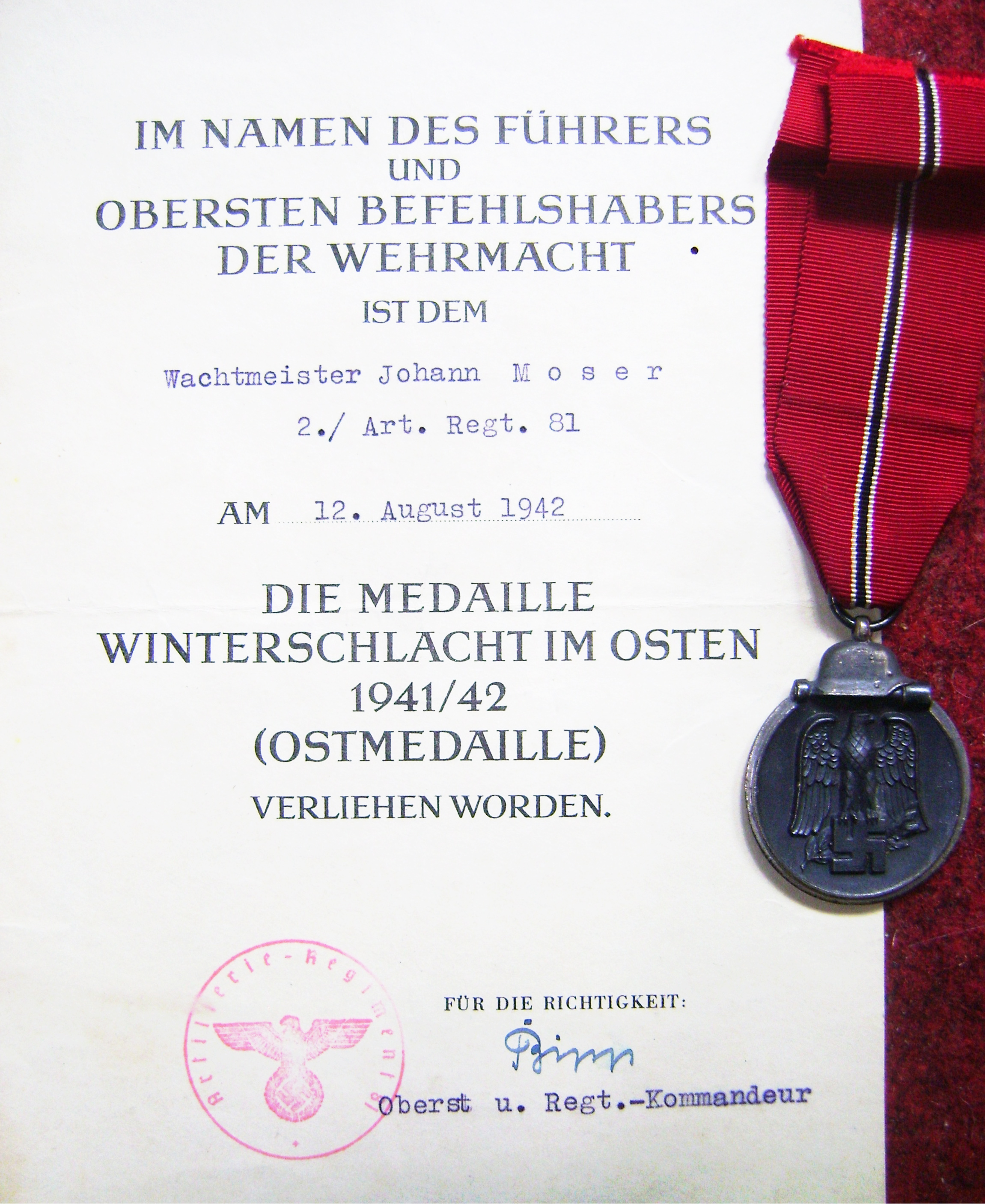
Medaille Winterschlacht im Osten 1941/1942 met oorkonde

De Medaille Winterschlacht im Osten 1941/42, ook wel Ostmedaille of Oostfrontmedaille genoemd, was een Duitse onderscheiding tijdens de Tweede Wereldoorlog. Hij werd uitgereikt aan zowel strijdend als aan niet-strijdend personeel dat van 15 november 1941 tot 15 april 1942 dienstdeed aan het Duitse Oostfront. De medaille werd op 26 mei 1942 ingevoerd. Vanwege de bittere Russische winter van 1941-42 werd hij ook wel spottend 'Gefrierfleischorden' (bevroren-vleesmedaille) genoemd.
De medaille werd ontworpen door SS-Unterscharführer Ernst Krause. De onderscheiding was grotendeels rond, met een diameter van 3,6 centimeter, en was van zink gemaakt. Op de voorkant is een adelaar afgebeeld, die in zijn klauwen een hakenkruis houdt. Op de achtergrond is een lauriertakje zichtbaar. De achterzijde is voorzien van de tekst "Winterschlacht Im Osten 1941-1942" met onder deze tekst een gekruist zwaard en lauriertakje. Aan de bovenkant van de medaille werd een staalhelm op een steelhandgranaat afgebeeld. De helm en de buitenste ring werden afgewerkt in een gepolijst zilver effect. De medaille hing aan een rood lint met smalle banen van wit-zwart-wit door het midden. Deze kleuren stonden symbool voor bloed, sneeuw en de dood.
Van deze medaille zijn ongeveer 3 miljoen exemplaren gemaakt, door meer dan 26 bevestigde bedrijven.

## Galerij

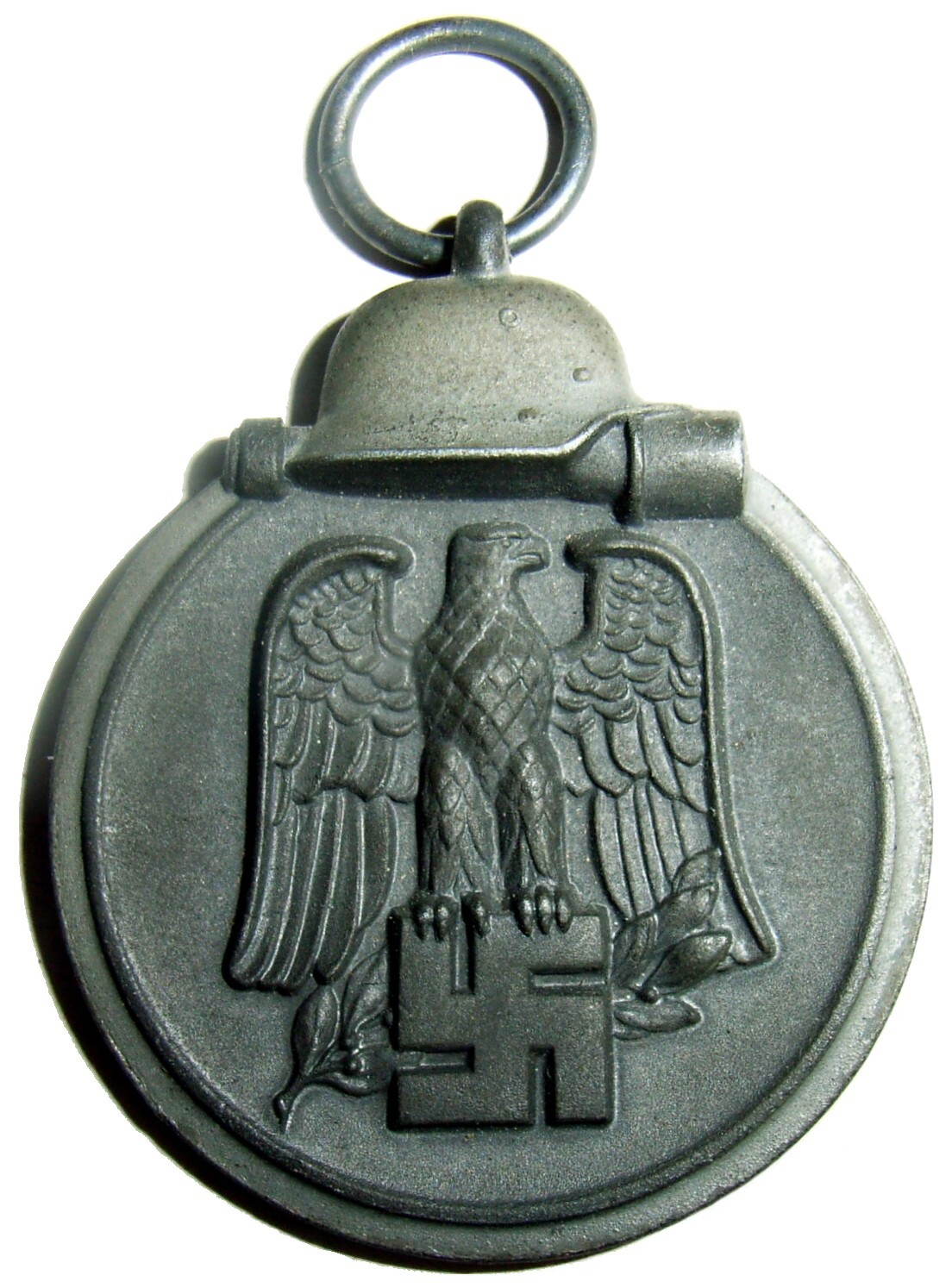
Voorkant
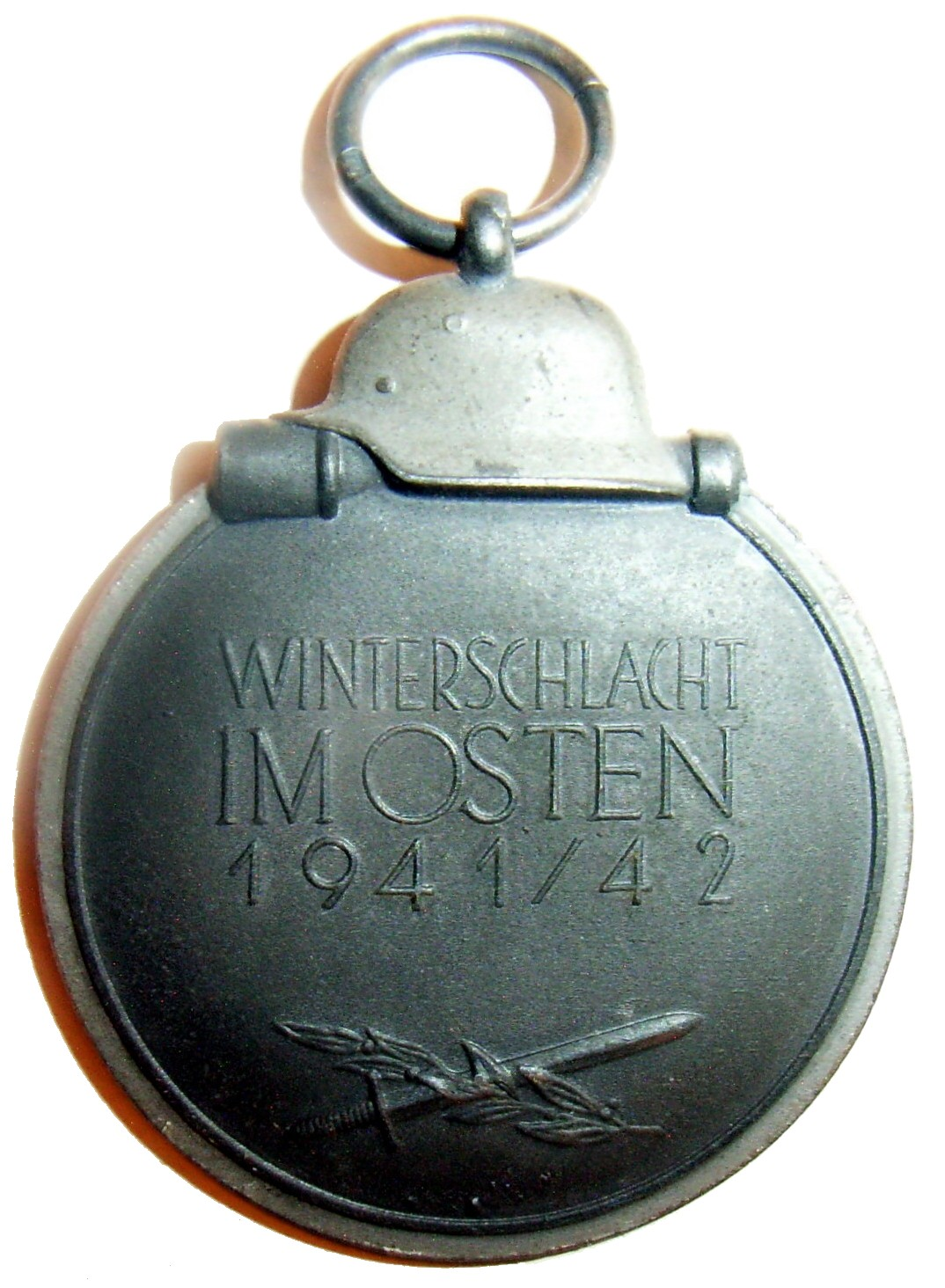
Achterkant

## Kwalificatie voor de toekenning[1][2][7][4][5]
De onderscheiding werd toegekend aan degenen die:
- 14 dagen in actieve dienst hadden gediend binnen het opgegeven gebied tussen 15 november 1941 en 15 april 1942
- 60 dagen in non-actieve dienst hadden gediend binnen het opgegeven gebied tussen 15 november 1941 en 15 april 1942
- gewond raakten in actie
- gedood werden in actie (postume onderscheiding)
- letsel hadden opgelopen als gevolg van bevriezing, ernstig genoeg om de afgifte van een Gewondeninsigne in het zwart rechtvaardigen

#### Gewijzigde kwalificaties voor toekenning[6][10][7][8][9]
Op 20 januari 1943 werden de kwalificaties voor toekenning van de medaille gewijzigd:
- militair personeel en burgers (inclusief Duitse vrouwen van de hulpdiensten in de Wehrmacht)
- buitenlandse vrijwilligers in de Wehrmacht
- administratief personeel
- gedood werden in actie (postume onderscheiding)
- burgers die in de oorlogsindustrie werkte